# Stans
För andra betydelser, se Stans (olika betydelser).

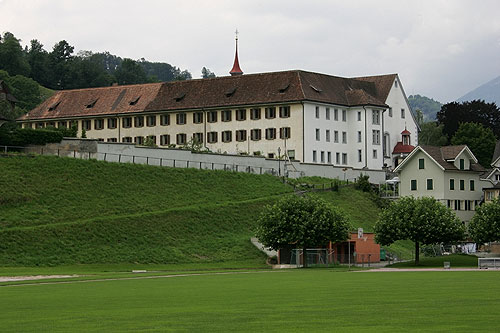
Kapucinerklostret.

Stans är en stad och kommun i kantonen Nidwalden i centrala Schweiz. Kommunen har 8 377 invånare (2023). Stans är huvudort i kantonen Nidwalden.
Orten har motorvägsanslutning och en järnvägsstation vid den smalspåriga järnvägen Luzern–Stans–Engelberg.
I Stans finns kantonens gymnasium, som fram till 1988 drevs av det numera nedlagda kapucinerklostret. En viktig arbetsgivare är flygplanstillverkaren Pilatus Flugzeugwerke.
Orten omnämns först år 1100 som Tannis. En brand år 1713 förstörde många hus men ledde till en ny och öppnare ortsplan.

## Geografi
Stans ligger på en slätt mellan bergen Stanserhorn och Bürgenstock. Staden är belägen cirka 11 kilometer sydost om Luzern och cirka 23 kilometer sydväst om Schwyz.
Kommunen Stans har en yta om 11,08 km². Av denna areal används 4,35 km² (39,3 %) för jordbruksändamål och 4,07 km² (36,7 %) utgörs av skogsmark. Av resten utgörs 2,36 km² (21,3 %) av bostäder och infrastruktur, medan 0,31 km² (2,8 %) är impediment.

## Demografi
Kommunen Stans har 8 377 invånare (2023). En majoritet (93,9 %) av invånarna är tyskspråkiga (2014). 69,9 % är katoliker, 9,1 % är reformert kristna och 21,0 % tillhör en annan trosinriktning eller saknar en religiös tillhörighet (2014).